# Cantallops
|  | Per a altres significats, vegeu «Cantallops (desambiguació)». |

Cantallops és un municipi de la comarca de l'Alt Empordà, a les Comarques Gironines. És un nucli agrupat entorn de l'església i les restes d'un castell medieval.

## Geografia
- Llista de topònims de Cantallops (Orografia: muntanyes, serres, collades, indrets..; hidrografia: rius, fonts...; edificis: cases, masies, esglésies, etc).

El terme municipal de Cantallops s'estén pel vessant meridional de la serra de l'Albera. El terme posseeix una extensa zona forestal, principalment d'alzines sureres. També hi ha pins, alzines i roures. Aquesta reserva forestal ocupa la part septentrional i més accidentada del terme. El bosc ha estat destruït en alguns indrets pels incendis.

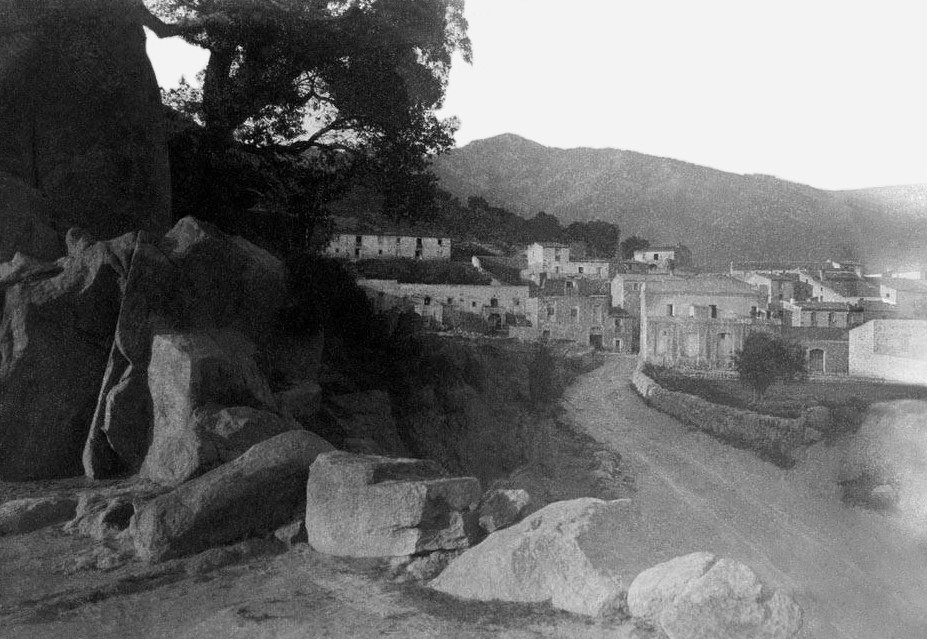
Entrada a Cantallops des de Campany (1889)

Una carretera local comunica el poble de Cantallops amb la N-II de Barcelona a França, uns 2 km al sud de la Jonquera. Al poble de Cantallops s'agafa un camí que porta al veïnat de Requesens, del municipi de la Jonquera.

## Etimologia
Contra el que l'etimologia popular ha cregut, la vila de Cantallops no és "el lloc d'on se sent cantar o udolar els llops", interpretació que seria versemblant i que, a més, concordaria amb la gran presència del llop en general a tot Catalunya, i en especial per aquests entorns (l'escut municipal representa un llop). Tanmateix Cantallops, com en occità Cantalop serien formats pel gal cant- (vessant) + *lupa de la vella arrel oronímica *lup-/*lop- (altura, elevació de terreny).

## Història
El lloc i l'església són esmentats el 844 en un precepte atorgat a favor del monestir de Sant Quirze de Colera, on consta que els monjos d'aquest cenobi havien poblat el territori i edificat l'església de Sant Esteve (de Cantalupis). El lloc pertanyia al comtat de Peralada.
La població acusà un augment notable durant els segles xviii i xix. Des del primer quart del segle xx s'inicià una davallada demogràfica, molt influïda no només per l'èxode vers les ciutats, sinó també per la minva de la rendibilitat de l'explotació forestal. El suro donà lloc a l'establiment de petites indústries taperes de caràcter familiar. L'etapa pròspera d'aquesta activitat fou a la fi del segle xix i a la primeria del xx. Als anys quaranta del segle xx, però, ja havia desaparegut gairebé totalment.
En un mas d'aquest poble, el mas Bell-lloc, hi arribaren Antoni Rovira i Virgili, la seva família i altres diputats del Parlament de Catalunya, amb els respectius acompanyants, la nit del divendres 27 de gener de 1939 en el seu camí vers l'exili.

## Demografia
| 1497 f | 1515 f | 1553 f | 1717 | 1787 | 1857 | 1877 | 1887 | 1900 | 1910 |
| ------ | ------ | ------ | ---- | ---- | ---- | ---- | ---- | ---- | ---- |
| 13     | 8      | 11     | 67   | 218  | 707  | 881  | 882  | 731  | 652  |

| 1920 | 1930 | 1940 | 1950 | 1960 | 1970 | 1981 | 1990 | 1992 | 1994 |
| ---- | ---- | ---- | ---- | ---- | ---- | ---- | ---- | ---- | ---- |
| 588  | 571  | 520  | 461  | 497  | 414  | 306  | 256  | 263  | 263  |

| 1996 | 1998 | 2000 | 2002 | 2004 | 2006 | 2008 | 2010 | 2012 | 2014 |
| ---- | ---- | ---- | ---- | ---- | ---- | ---- | ---- | ---- | ---- |
| 265  | 257  | 267  | 263  | 267  | 287  | 320  | 319  | 333  | 324  |

| 2016 | 2018 | 2020 | 2022 | 2024 | 2026 | 2028 | 2030 | 2032 | 2034 |
| ---- | ---- | ---- | ---- | ---- | ---- | ---- | ---- | ---- | ---- |
| 317  | 313  | 309  | 330  | 346  | -    | -    | -    | -    | -    |

## Política
| Candidatura | Candidatura                       | Cap de llista        | Vots | Regidors | % vots |
| ----------- | --------------------------------- | -------------------- | ---- | -------- | ------ |
|             | Esquerra Republicana de Catalunya | Joan Sabartés Olivet | 150  | 5        | 69.12% |
|             | Unió per Cantallops - Entesa      |                      | 65   | 2        | 29.95% |
|             | En blanc                          |                      | 2    |          | 0.92%  |
| Total       | Total                             | 217                  | 217  | 7        |        |

## Llocs d'interès

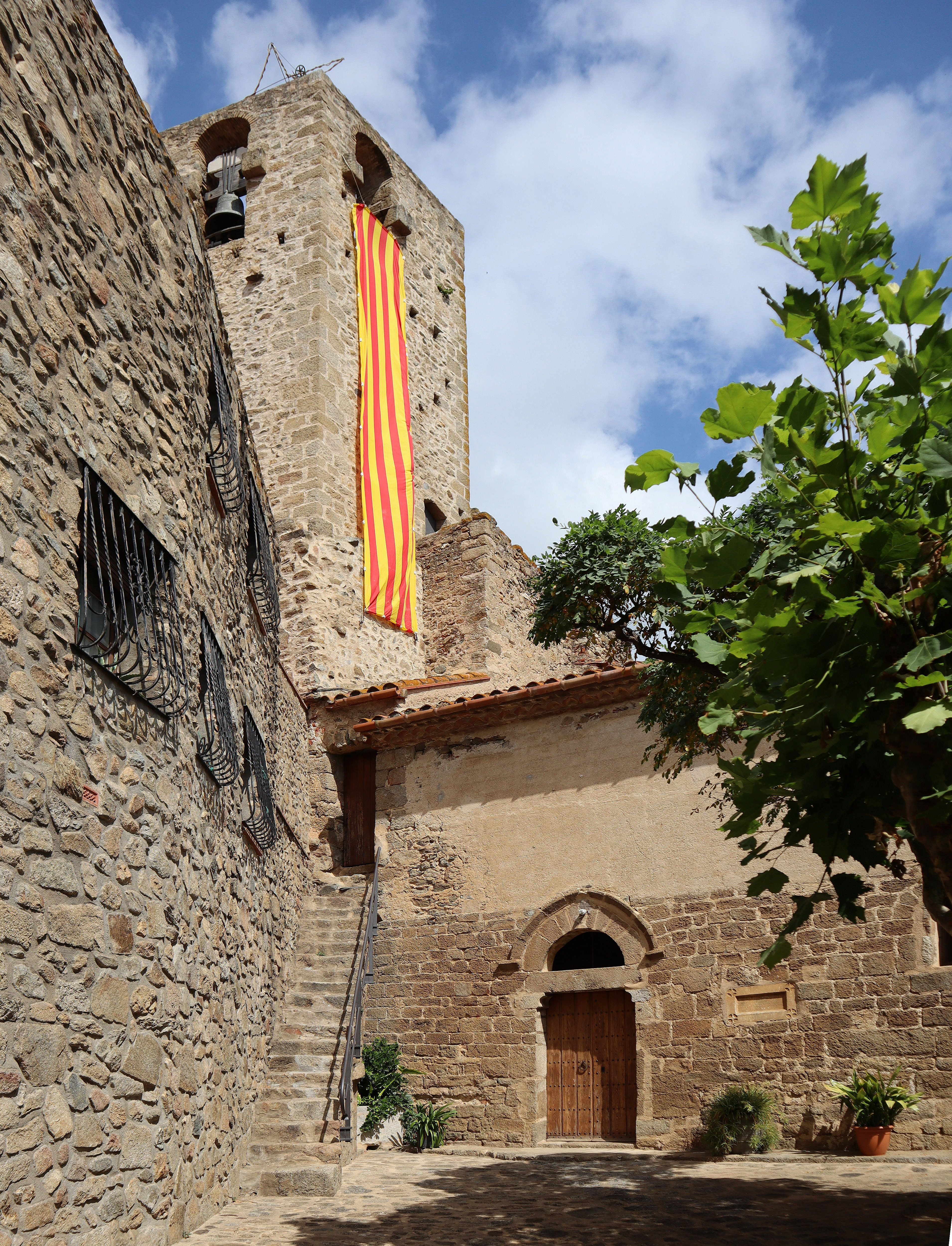
Església de Sant Esteve

- Església de Sant Esteve de Cantallops. És l'antiga capella del castell. Conserva part de l'estructura romànica (segle xi), però el segle xviii s'hi afegiren capelles laterals. El campanar era una de les torres del castell medieval de Cantallops.
- Paratge Natural d'Interès Nacional de l'Albera
- Castell de Requesens. Dins el terme municipal de la Jonquera.
- Monestir de Sant Bartomeu de Bell-lloc. Antic monestir de monges agustinianes, se'n tenen notícies des del 1207, actualment en queden poques restes.
- Fonts d'aigua. Algunes de les quals sulfuroses, com la font de la Solana, la font de la Tina, la Font Nova i la font del Ferreret.
- Mas de Bell-lloc. Casal reformat a la fi del segle xix seguint el gust neogòtic i modernista. En aquest mas s'hi refugiaren Rovira i Virgili, i acompanyants, camí de l'exili.[2]
- Dolmen del Mas Baleta I. Amb quatre lloses clavades i dues per coberta.
- Dolmen del Mas Baleta II. Cista de petites dimensions, de tres loses i una coberta, molt malmesa.
- Bassa de la Serra del Sopluig